# Christoph Schneider (Chemiker)
Christoph Schneider (*  9. Oktober 1963) ist ein deutscher Chemiker und Professor für Organische Chemie an der Universität Leipzig.

## Leben
Christoph Schneider hat sein Chemiestudium an der Universität Göttingen 1989 mit dem Diplom abgeschlossen und wurde drei Jahre später bei Lutz F. Tietze auf dem Gebiet der Naturstoffsynthese promoviert. Nach einem Forschungsaufenthalt bei David A. Evans (1992–1993) an der Harvard University wurde er 1998 an der Universität Göttingen habilitiert. Anschließend war Schneider an der Universität Szeged (Ungarn) und der University of Toronto (Kanada) als Gastprofessor tätig.
Seit 2003 ist Christoph Schneider Professor für Organische Chemie an der Universität Leipzig.

## Forschung
Der Forschungsschwerpunkt seiner Arbeitsgruppe ist die Enantioselektive Katalyse, dabei kommt es sowohl zum Einsatz von chiralen Organokatalysatoren, wie auch von chiralen Übergangsmetallkomplexen. Die entwickelten Methoden werden im Kontext der Naturstoffsynthese demonstriert. Verschiedene biologisch aktive Naturstoffe können so synthetisch zugänglich gemacht werden.

## Sonstiges
Schneider ist seit 2016 gewähltes Mitglied und seit 2020 Sprecher des DFG-Fachkollegium Organische Molekülchemie.

## Ausgewählte Veröffentlichungen
- F. Göricke, C. Schneider: Palladium-Catalyzed Enantioselective Addition of Chiral Metal Enolates to In Situ Generated ortho-Quinone Methides. In: Angew. Chem. Int. Ed. 2018, 57, 14736; Angew. Chem. 2018, 130, 14952. doi:10.1002/anie.201809692.
- O. El-Sepelgy, S. Haseloff, SK Alamsetti, C. Schneider: Bronsted Acid Catalyzed, Conjugate Addition of beta-Dicarbonyls to In Situ Generated ortho-Quinone Methides-Enantioselective Synthesis of 4-Aryl-4H-Chromenes. In: Angew. Chem. Int. Ed. 2014, 53, 7923–7927. doi:10.1002/anie.201403573.